# Tetratheca bauerifolia
Tetratheca bauerifolia är en tvåhjärtbladig växtart som beskrevs av F. Müll.. Tetratheca bauerifolia ingår i släktet Tetratheca och familjen Elaeocarpaceae. Inga underarter finns listade i Catalogue of Life.